# Giannis Karakoutis
Giannis Karakoutis (griechisch Γιάννης Καράκουτης; * 2. Februar 2003 in Thessaloniki) ist ein griechischer Fußballspieler.

## Karriere

### Verein
Karakoutis begann seine Karriere bei PAOK Thessaloniki. Im Januar 2020 wechselte er in die Jugend von Olympiakos Piräus. Zur Saison 2022/23 rückte er in den Kader der zweitklassigen Reserve von Olympiakos. Für diese debütierte er im November 2022 in der Super League 2. In der Saison 2022/23 kam er zu insgesamt 16 Zweitligaeinsätzen. Im Dezember 2023 stand er erstmals im Kader der Profis, für die er aber nie zum Einsatz kommen sollte. Für Piräus B spielte er in der Saison 2023/24 14 Mal.
Zur Saison 2024/25 wechselte Karakoutis nach Zypern zum Zweitligisten Doxa Katokopia. Für Doxa kam er zu sechs Einsätzen in der Second Division, ehe er im Januar 2025 zum österreichischen Zweitligisten SV Horn weiterzog. Für Horn kam er zu sieben Einsätzen in der 2. Liga, aus der der Verein aber zu Saisonende abstieg. Daraufhin verließ er Horn wieder.

### Nationalmannschaft
Karakoutis nahm 2019 mit der griechischen U-17-Auswahl an der EM teil. Griechenland scheiterte in der Vorrunde, Karakoutis absolvierte alle drei Spiele der Hellenen.